# Sint-Pancratiuskerk (Mesch)
De Sint-Pancratiuskerk te Mesch is een van de oudste stenen kerken van Nederland en is nog steeds als parochiekerk in gebruik. Het eenbeukige schip dateert deels uit de 9e eeuw. Het onderste gedeelte van de noordelijke buitenmuur heeft een van oorsprong Romeinse metselwijze in visgraatverband. Dit uniek voor Nederland. Het koor werd rond 1400 vervangen door het huidige mergelstenen koor in gotische stijl. De oorspronkelijke toren is in 1875 ingestort. Toen architect Johannes Kayser de kerk in 1888 en 1889 restaureerde, werd de gelegenheid aangegrepen om het schip met één travee te verlengen en de toren drie meter naar het westen te herbouwen. Deze toren is in neoromaanse stijl. Tijdens de restauratie werden de muren van het schip bovendien opgemetseld tot dezelfde hoogte als het koor. Het eerder genoemde visgraatmotief is bij de nieuwe bouwdelen voortgezet.
De kerk is een rijksmonument en gewijd aan Pancratius. Het gebouw is op de achtergrond te zien in de openingsscène van de tv-serie Dagboek van een herdershond.